# Глебов, Александр Иванович
Алекса́ндр Ива́нович Гле́бов (1722—1790) — русский государственный деятель, генерал-прокурор Правительствующего сената в 1761-64 гг., владелец усадьбы Виноградово. Лишился должности за мздоимство.

## Биография
Родился 26 августа (6 сентября) 1722 года в дворянской семье Глебовых. 
В пятнадцатилетнем возрасте он был определён сержантом в Бутырский пехотный полк, в составе которого штурмовал турецкую крепость Очаков; 17 августа 1739 года в сражении под Ставучанами в чине поручика командовал небольшим отрядом, проявив незаурядную храбрость и смекалку. В этом бою получил тяжёлое ранение.
Находился на военной службе до 1749 года, после чего перешёл на «статскую» в чине коллежского асессора. Сумел завоевать доверие важного елизаветинского сановника графа П. И. Шувалова, который взял его под своё покровительство. Благодаря графу Глебов в 1754 году занял должность обер-секретаря Сената, а через два года стал обер-прокурором. 
В ноябре 1758 года был удостоен ордена Св. Анны, а 16 августа 1760 года назначен генерал-кригскомиссаром. В отличие от князя Я. П. Шаховского, А. И. Глебов исполнял свои обязанности не столь рачительно, что особенно сказалось на снабжении армии во время войны с Пруссией.
25 декабря 1761 года только что вступивший на престол Пётр III назначил А. И. Глебова генерал-прокурором Сената. Будучи очень дружен с императором, он довольно быстро занял прочное место среди приближённых к монарху вельмож.  
Ему поручалась подготовка целого ряда важных узаконений. В частности, А. И. Глебов — один из авторов известных манифестов: от 18 февраля 1762 года «О даровании вольности и свободы всему российскому дворянству» и от 21 февраля 1762 года «Об уничтожении Тайной канцелярии». 
10 февраля 1762 года он был награждён орденом Св. Александра Невского, став первым александровским кавалером царствования Петра III. 

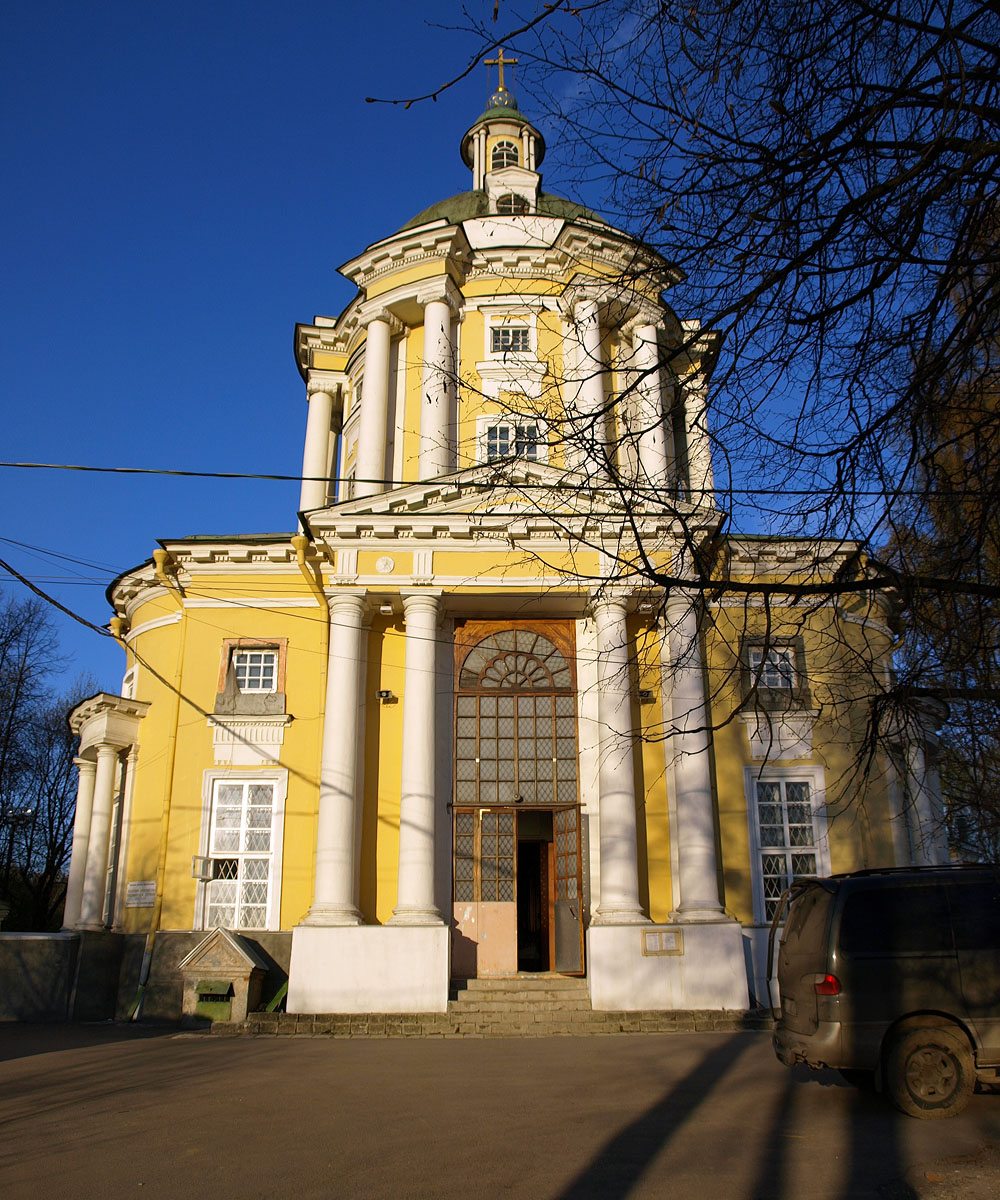
Владимирская церковь, выстроенная А. Глебовым в усадьбе Виноградово; место его захоронения

Будучи опытным царедворцем, хитрым и изворотливым (современники называли его «человеком с головой»), генерал-прокурор А. И. Глебов очень тонко оценил обстановку во время дворцового переворота 1762 года и, несмотря на привязанность к Петру III, сразу же поддержал Екатерину II. 
Он обладал исключительными способностями и трудолюбием, поэтому Екатерина II, хотя и знала о его дурных наклонностях и корыстолюбии, продолжала держать на высшем прокурорском посту. Более того, она поручила ему вместе с графом Н. И. Паниным руководство только что созданной Тайной экспедицией, занимавшейся всеми политическими делами. 
Однако вскоре его положение при дворе заметно пошатнулось, чему в немалой степени способствовали сомнительные коммерческие сделки, особенно связанные с винным откупом в Иркутске, в которые он втянулся ещё в бытность свою обер-прокурором. Контракт с Сибирским приказом на поставку вина (водки) в кабаки по городам Иркутской провинции (по цене, значительно превышавшей ту, которую платили в прежние годы) Глебов заключил в 1756 году (впоследствии он переуступил часть откупа с барышом для себя своим же конкурентам, которых раньше отстранил благо даря своему влиянию). Встретив по этому делу некоторые препятствия со стороны иркутского купечества, он подал 21 августа 1757 году в Сенат жалобу на разные злоупотребления по винной части иркутского магистрата и купечества (неотдача его поверенным казенных заводов, тайные курение и продажа вина и т. п.), которые наносили убыток как ему, так и «казенному интересу», и просил для расследования этого дела послать в Иркутск «надежную персону». 30 января 1758 года Сенатом отправлен был в Иркутск следователем П. Крылов; уверенный в поддержке Глебова, он производил в Иркутске разные неистовства: брал взятки, пытал купцов, наказывал телесно всех, кто не угождал ему, и т. п. Наконец, Крылов был арестован и при Сенате была учреждена особая комиссия для суда над ним. Екатерина II указом 4 декабря 1762 года подтвердила Сенату о необходимости окончить дело Крылова, которое она близко приняла к сердцу. Оно закончено было только в феврале 1764 года. Екатерина II нашла, что Глебов в этом деле оказался «подозрительным и тем самым уже лишил себя доверенности, соединённой с его должностью». 3 февраля 1764 года А. И. Глебов был смещён с поста генерал-прокурора, с предписанием императрицы «впредь ни на какие должности его не определять».
Тем не менее Екатерина II и сама не склонна была отказываться от толкового, хотя и корыстолюбивого, сотрудника. Поэтому А. И. Глебов сохранил за собой должность генерал-кригскомиссара, а в 1773 году был даже пожалован в генерал-аншефы. В 1775 году он получил новое назначение — стал Смоленским и Белгородским генерал-губернатором. Но уже в следующем году ревизия вскрыла серьёзные злоупотребления и хищения в Главном кригскомиссариате, учинённые в бытность руководства им Глебова. 
По поручению Екатерины II была образована специальная Следственная комиссия, а в июне 1776 года Глебов был вызван из наместничества в столицу, и тогда же его отстранили от всех должностей «донеже по делам, до него касающихся, решение последует». А. И. Глебов оказался под судом и подвергся допросам. Окончательный приговор по делу был утверждён Екатериной II лишь 19 сентября 1784 года. Глебов был признан виновным «в небрежении должности» и исключён из службы. На имения его наложили арест.

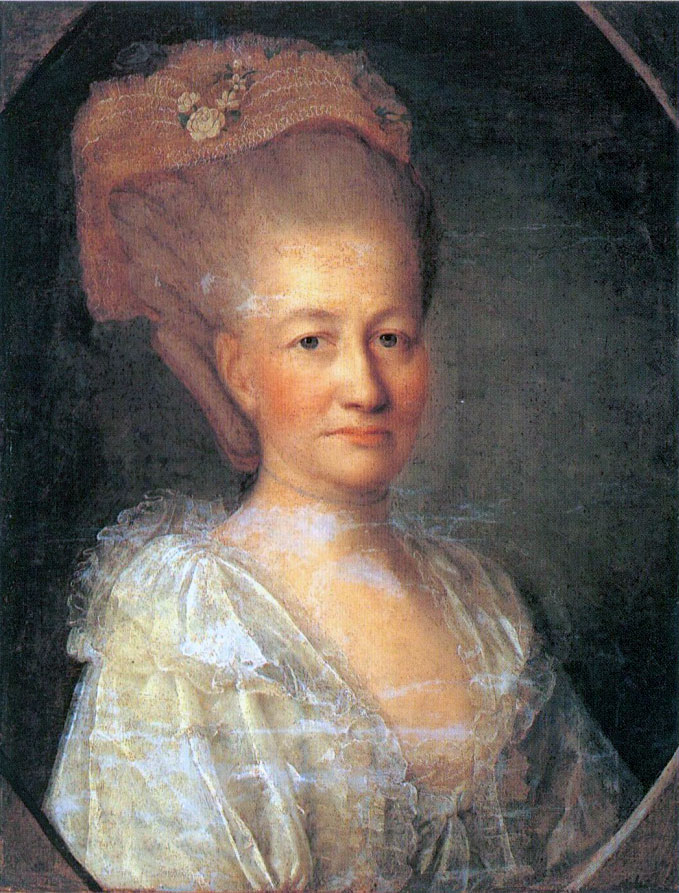
Дарья Николаевна Глебова

Удалённый от всех дел, А. И. Глебов проживал либо в своём имении в Москве, на Ходынке, либо в подмосковном Виноградово. Скончался 3 (14) июня 1790 года и погребён в Владимирской церкви в Виноградово, автором которой считается М. Ф. Казаков, по другим источникам — В. И. Баженов.

## Семья
Был женат трижды:
1. с 1744 года Евдокия Алексеевна Зыбина (1709—1746)
2. с 1756 года Марья Симоновна Гендрикова (1723—19.03.1756), вдова Н. Н. Чоглокова, обер-гофмейстерина, любимица и кузина императрицы Елизаветы, скончалась через полтора месяца после свадьбы.
3. с 1773 года Дарья Николаевна Франц, урожд. фон Николаи (05.02.1731—28.05.1790)[1]; из-за брака с ней Екатерина II приказала не допускать А. И. Глебова ко двору.

Своих детей у Глебова не было, его Виноградовское имение унаследовала дочь Дарьи Франц от первого брака, Елизавета, которую взял в жёны суворовский бригадир И. И. Бенкендорф, дядя шефа жандармов А. Х. Бенкендорфа.